# Stazione di Canicattì
La stazione di Canicattì è una stazione ferroviaria di diramazione di RFI e lo scalo ferroviario della città siciliana di Canicattì.

## Storia
La stazione di Canicattì venne costruita nell'ambito della realizzazione della ferrovia da Catania e Caltanissetta verso Licata realizzata dalla Società Vittorio Emanuele come parte importante del progetto di connessione mediante la strada ferrata delle aree interne zolfifere della Sicilia centro-orientale dirigendone i prodotti minerari verso i porti di imbarco e per il convogliamento verso il porto di Catania dei prodotti agricoli.
La stazione venne costruita in prossimità del centro abitato. Venne inaugurata il 24 settembre 1876 in concomitanza con l'apertura all'esercizio della tratta ferroviaria Caltanissetta-Canicattì di 28,871 km; ma si dovettero attendere ancora due anni perché l'8 aprile 1878 con apertura dell'ultimo ed impegnativo tratto di 6,3 km si realizzasse il collegamento con la linea proveniente da S.Caterina Xirbi e Catania. La stazione venne collegata con la Stazione di Aragona Caldare alla fine del 1880 realizzando il collegamento con la Ferrovia Palermo-Agrigento-Porto Empedocle. Si poteva proseguire quindi per Palermo via Aragona Caldare fino al 1885, anno dell'inaugurazione della Galleria di Marianopoli che aprì l'altro collegamento (più breve) da Palermo via Roccapalumba-Alia-Caltanissetta Xirbi.
Canicattì continuò a crescere e a divenire uno snodo ferroviario di interscambio sempre più importante con traffico merci e viaggiatori per tutte le direzioni con la costruzione della linea a scartamento ridotto verso Naro, Favara e Agrigento e Palma di Montechiaro e Licata. Venne costruita anche quella che l'avrebbe collegata a Delia, Sommatino, Riesi e Caltagirone passando per il complesso minerario Trabia-Tallarita ma dato l'eccessivo tempo impiegato per realizzarla non venne mai completata ed inaugurata.
La progressiva diminuzione della produzione e in seguito la chiusura di molte miniere di zolfo ha prodotta la contrazione del traffico merci relativo ma la stazione sviluppò un consistente traffico viaggiatori durante l'ondata migratoria degli anni cinquanta e sessanta successiva alla chiusura delle miniere stesse, che produsse un fortissimo calo demografico in molte aree della Sicilia centrale a causa dell'esodo di migliaia di lavoratori verso le miniere di carbone del Belgio ed altre zone dell'Europa centrale. Negli ultimi decenni del XX secolo si è tuttavia sviluppato un notevole traffico merci legato allo sviluppo dei vigneti e delle attività serricole.

## Caratteristiche
La stazione insiste sulla direttrice ferroviaria Caltanissetta-Licata per la quale è stazione passante con arrivo e partenza dal secondo binario. In essa confluisce, sul primo binario con una singolare immissione da nord, la linea proveniente da Aragona Caldare e Agrigento, oggi elettrificata a corrente continua a 3000 volt. All’interno del fabbricato viaggiatori é presente una chiesa cattolica.

## Movimento
La stazione è servita da treni regionali e regionali veloci diretti in varie direzioni. Le principali destinazioni sono Agrigento Centrale, Caltanissetta Centrale, Caltanissetta Xirbi, Gela e Modica. Fino al 2010 la stazione era servita anche dagli espressi (Freccia del Sud) che collegavano Agrigento con Milano e Roma, poi soppressi alla fine del 2010 con il cambio di orario dell'anno successivo; un tempo nella stazione effettuava servizio un regionale veloce proveniente da Palermo e diretto a Modica (via Roccapalumba Alia-Caltanissetta Xirbi).
Occasionalmente la stazione è servita anche da treni storici diretti a Licata, Gela o Modica, ma anche verso Caltanissetta, Catania, Palermo, Agrigento o Porto Empedocle.
La stazione dista 29 km da Caltanissetta Centrale, 35 km da Caltanissetta Xirbi, 43 km da Agrigento Centrale, 151 km da Catania Centrale, 163 km da Palermo Centrale (via Caltanissetta Xirbi-Roccapalumba-Alia), 171 km da Modica e 246 km da Messina Centrale.

## Servizi
La stazione dispone di:
- Biglietteria automatica
- Sala d'attesa
- Bar
- Edicola
- Annuncio sonoro treni in arrivo, in partenza e in transito
- Sottopassaggio pedonale
- Servizi igienici

## Interscambi
- Parcheggio